# Tipula (Lunatipula) twightae
Tipula (Lunatipula) twightae is een tweevleugelige uit de familie langpootmuggen (Tipulidae). De soort komt voor in het Nearctisch gebied.